# Хармост
Хармост је био војни гувернер (управитељ) у античкој Спарти.

## Историја
Прве хармосте поставио је спартански војсковођа Лисандар при крају Пелопонеског рата. Након битке код Егоспотама он је кренуо у ослобађање чланица Атинског поморског савеза од утицаја Атине. У њима је постављао спартанске војне заповеднике. Положај бивших атинских чланица нимало се није променио. Порез који су плаћали Спарти у потпуности је одговарао атинском форосу. Једино је наплаћивање пореза било примитивније. 
Хармости су једно време били протерани из грчких градова. Било је то у време Коринтског рата када су се најмоћнији грчки полиси ујединили против спартанске хегемоније. Војна интервенција Персије спасла је Спарту од пропасти. У градове су поново враћени хармости.
Тебанци су такође користили термин "хармост" за своје војне управитеље приликом њихове деветогодишње хегемоније.